# كالي ماتسون
كالي ماتسون هو كاتب أغاني ومغني كندي، ولد في 21 سبتمبر 1990 في سو ساينت ماري في كندا.

## وصلات خارجية
- كالي ماتسون على موقع ميوزك برينز (الإنجليزية)
- كالي ماتسون على موقع أول ميوزيك (الإنجليزية)
- كالي ماتسون على موقع ديسكوغز (الإنجليزية)